# Je me sens si seul
Pour la chanson de Johnny Hallyday, voir Je me sens si seul (chanson de Johnny Hallyday).
Singles de Marc Lavoine
Dis-moi que l'amour
(2003) Toi mon amour
(2006)
Pistes de L'Heure d'été
Toi mon amour Tu m'as renversé
Je me sens si seul est une chanson de Marc Lavoine parue sur l'album L'Heure d'été et sortie en tant que premier single de l'album le 4 juillet 2005.

## Liste des titres
| 1. | Je me sens si seul | Marc Lavoine | Marc Lavoine, Jean-François Berger | 3:04 |
| 2. | Les Papillons      | Marc Lavoine | Pascal Rodde                       | 4:25 |

## Classements

### Classements hebdomadaires
| Classement (2005)                       | Meilleure position |
| --------------------------------------- | ------------------ |
| Belgique (Wallonie Ultratop 50 Singles) | 17                 |
| France (SNEP)                           | 16                 |
| Suisse (Schweizer Hitparade)            | 59                 |

### Classement de fin d'année
| Classement (2005)            | Position |
| ---------------------------- | -------- |
| Belgique (Wallonie Ultratop) | 93       |

## Historique de sortie
| Pays    | Date           | Format    | Label   |
| ------- | -------------- | --------- | ------- |
| France, | 4 juillet 2005 | CD single | Mercury |